# Cuiry-lès-Chaudardes
Cuiry-lès-Chaudardes è un comune francese di 89 abitanti situato nel dipartimento dell'Aisne della regione dell'Alta Francia.

## Società

### Evoluzione demografica
Abitanti censiti

## Storia

### Preistoria

#### Neolitico
Scavi completi hanno permesso di conoscere meglio i primi agricoltori sedentari del nord della Francia. Sul territorio comunale sono state portate alla luce le vestigia di un villaggio neolitico datato di 6 000 anni.
Questo villaggio fu costruito da agricoltori sedentari provenienti dall'Europa centrale (Cultura della ceramica lineare del Bacino parigino). Gli scavi archeologici si sono estesi su una superficie di 6 ha. Il villaggio poteva raggruppare dalle 60 alle 90 persone circa. Gli scavi hanno permesso di portare alla luce 33 case costruite nell'arco di un centinaio di anni. Queste case erano inizialmente costruite in torchis, con tetto a doppio spiovente, in canne e paglia. Di forma rettangolare o leggermente trapezoidale, esse comportano cinque fila di pali suddividendo lo spazio in tre campate. La loro larghezza varia dagli 8 ai 37 metri. Gli ingressi sono sistematicamente orientati a est. Una di queste case è servita da modello alla ricostruzione visibile nel Parco di Samara nella Somme. Lo studio archeozoologico ha stabilito che le 57 000 ossa di animali riesumate, provengono per la maggior parte da animali domestici (bovini, pecore e maiali) ma vi si trovano anche ossa di animali cacciati (cervi, caprioli, uri, cinghiali e castori). 
. Sono stati trovati dei manufatti in pietra di silice e in quarzite (armature di falcetti, punte di frecce, etc.), così come più di 50000 cocci di ceramica.
È stata rilevata un'occupazione datata dalla Cultura di Michelsberg (tra 4300 e 3700 anni prima della nostra era), che si estende su una superficie un po' più ristretta. 

#### Età del bronzo
Due monumenti funebri circolari sono datati dall'età del bronzo antica. 

#### Età del ferro
Sono inoltre stati portati alla luce un'abitazione della Cultura di Hallstatt e un insediamento de La Tène finale e una fattoria gallica dell'inizio dell'epoca romana. È inoltre stata rinvenuta una sepoltura monumentale gallica che conteneva 9 vasi, 9 perle di collana in vetro e un deposito di porci e di uccelli. Un'anfora pare essere stata depositata sulla sepoltura.

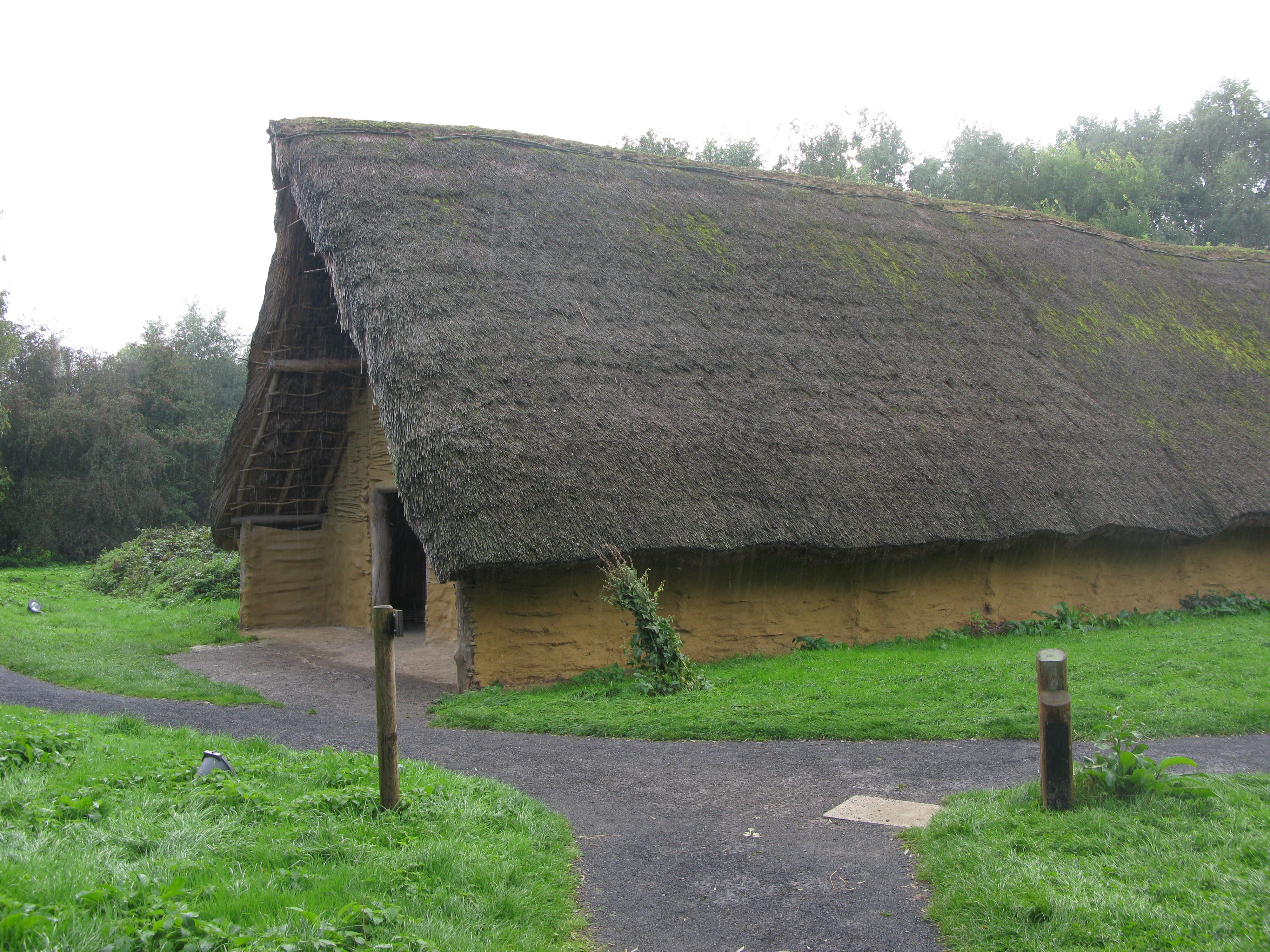
Casa neolitica, ricostruzione ad Asnapio.
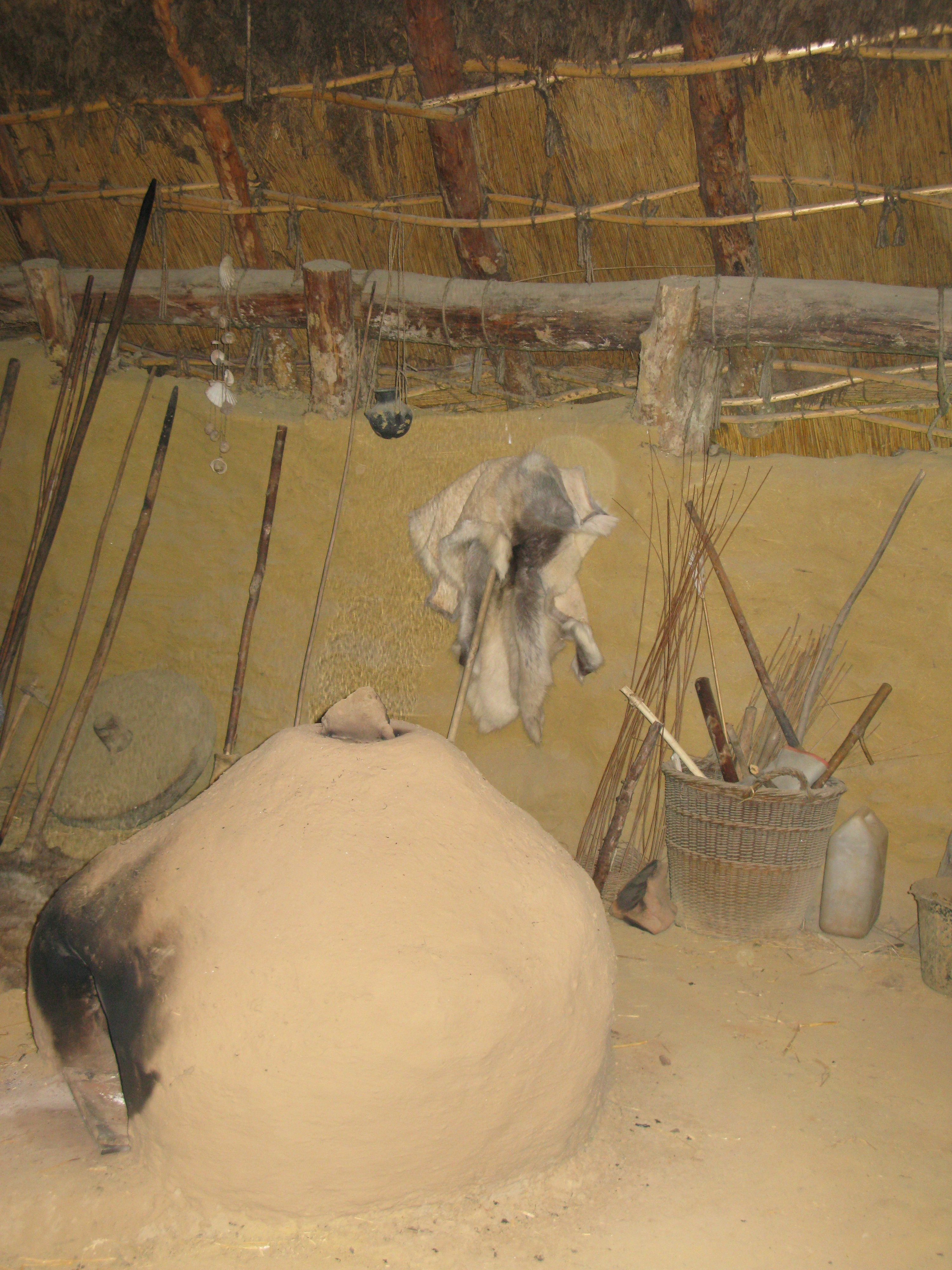
Forno nella casa neolitica, ricostruzione.

Una di queste case è stata ricostruita al parco archeologico Asnapio di Villeneuve-d'Ascq dagli scavi di Cuiry-lès-Chaudardes.